# Jaime Carvajal Hoyos
Jaime Carvajal Hoyos (Madrid, 3 de agosto de 1964-Madrid, 2 de septiembre de 2020), XVIII marqués de Almodóvar del Río y marqués consorte de Mirabel, fue un financiero, empresario y filántropo español.

## Biografía
Nacido en 1964, se licenció en 1987 en Ciencias Físicas por la Universidad de Princeton (Nueva Jersey, EE. UU.) con honores (summa cum laude). Inició su carrera profesional en el banco de inversión Lehman Brothers en Nueva York, donde trabajó en el área de fusiones y adquisiciones, así como en el departamento encargado de las inversiones de capital riesgo. Entre 1989 y 1997 fue Managing Director y cofundador del grupo Iberacción (España), compañía dedicada a la inversión y gestión de empresas medianas en procesos de reestructuración.
Entre 1997 y 2001, trabajó en el Banco Mundial (Washington D. C.) en el Sector Financiero y Privado del departamento para América Latina, y como co-Jefe del Gabinete del Presidente James D. Wolfensohn.  En su último periodo dirigió, como Lead Investment Manager, el equipo de inversiones alternativas del fondo de pensiones del Banco Mundial. Posteriormente, de octubre de 2001 a diciembre de 2004, trabajó en el Banco Sabadell (Barcelona) inicialmente como Director en BS Capital y, más tarde, como director general de Sabadell Banca Privada, dedicado a la gestión de patrimonios. En enero de 2005 cofundó el banco de inversión Arcano Partners, firma en la que fue Socio y Consejero Delegado hasta su fallecimiento en 2020. Además de CEO de Arcano Partners, Jaime fue Presidente no Ejecutivo de EVO Banco y Consejero de Allfunds Bank, Pagos Marqués de Griñón y Logista.

## Vida personal
Casado con Xandra Falcó Girod, xiv marquesa de Mirabel, tuvo tres hijas, Isabela, Camila y Blanca. Hijo de Isabel Hoyos Martínez de Irujo, v marquesa de Hoyos, y Jaime Carvajal Urquijo, v marqués de Isasi.
Jaime Carvajal Hoyos desarrolló una amplia labor en el campo filantrópico, en su compromiso con la acción cívica y con causas como la concordia entre españoles, la modernización de España, el apoyo a los jóvenes y el fortalecimiento de las instituciones. Presidió y formó parte del patronato de múltiples fundaciones y organismos como la Fundación Juntos Sumamos, que creó con el objetivo de frenar el deterioro de la convivencia en Cataluña; fue miembro de la Junta de Gobierno de la Asociación cívica Círculo de Economía de Barcelona, de Ashoka y de la Fundación Exit; patrono y vicepresidente de la Fundación Princesa de Girona; patrono de la Fundación Institucional Española (FIES), dedicada a "poner en valor a la Corona como institución integradora e impulsora de la convivencia", de la Fundación Joan Boscá, de la Fundación Esclerosis Múltiple, de la Fundación Foro de Foros; consejero de Pagos Marqués de Griñón, del Consejo Internacional del Teatro Real; vocal del Consejo Asesor de la Fundación Hay Derecho; y miembro del Comité Español de la Liga Europea de Cooperación Económica (LECE).

## Distinciones
- Medalla de Plata del Ayuntamiento de Madrid por su compromiso con la causa de la concordia entre españoles y por su apoyo a los jóvenes (2021).[30]
- I Premio 15 de Junio a la Concordia y a los valores democráticos (plataforma cívica España, Juntos Sumamos de Fundación Joan Boscá) (2021).[31]
- Premio de Honor de ASCRI en 14.ª edición Premios al Capital Privado en España (2021).[32]
- Premio Fundación Hay Derecho.
- Maestrante de la Real Maestranza de Caballería de Ronda.
- Maestrante de la Real Maestranza de Caballería de Sevilla.